# Adenijum
Adenijum (lat. Adenium) je rod sukulentnih grmova i manjeg drveća iz porodice zimzelenovki raširen po Africi i Arapskom poluotoku.
Najpoznatiji predstavnik je pustinjska ruža.

## Vrste
1. Adenium boehmianum Schinz
2. Adenium dhofarense Rzepecky
3. Adenium multiflorum Klotzsch
4. Adenium obesum (Forssk.) Roem. & Schult.
5. Adenium oleifolium Stapf
6. Adenium swazicum Stapf